# برلمان جنوب أستراليا
برلمان جنوب أستراليا (بالإنجليزية: Parliament of South Australia)‏ هو الهيئة التشريعية في جنوب أستراليا، يقع المقر الرئيسي له في Parliament House, Adelaide ‏، يتكون من المجلس الأعلى South Australian Legislative Council ‏
الذي يضم 22 مقعداً، والمجلس الأدنى South Australian House of Assembly ‏ الذي يضم 47 مقعداً.